# Jaiku
Jaiku — бесплатный сервис микроблогов. Начал свою работу в феврале 2006 года в статусе бета-тестирования, осенью 2007 стартап был куплен компанией Google Inc..
Позже корпорация перевела проект на Google App Engine и открыла исходный код сайта.
14 октября 2011 года компания Google объявила о планируемом закрытии сервиса Jaiku с 15 января 2012 года. А уже 29 ноября группа бывших пользователей сервиса создала Jaikuarchive.com – The Jaiku Presence archiver «для сохранения важной части нашего цифрового наследия».

## Похожие сервисы
- Twitter
- App.net
- Plurk